# Hoensbroek vasútállomás
Hoensbroek vasútállomás vasútállomás Hollandiában, Heerlen községben,  településen.

## Vasútvonalak
Az állomást az alábbi vasútvonalak érintik:
- Sittard–Herzogenrath-vasútvonal

## Kapcsolódó állomások
A vasútállomáshoz az alábbi állomások vannak a legközelebb:
- Nuth vasútállomás (északnyugat)
- Heerlen vasútállomás (délkelet)